# 巴斯泰利卡恰
巴斯泰利卡恰（法語：Bastelicaccia，法語發音：[bastelikatʃ(j)a]）是法国南科西嘉省的一个市镇，属于阿雅克肖区。

## 地理
巴斯泰利卡恰（41°55'26"N, 8°49'26"E）面积18.21 平方千米，位于法国南科西嘉省，该省份位于科西嘉南部，后者为地中海西部的一座岛屿，也是法国的一个单一领土集体，位于法国大陆部分的东南面，意大利半島的西面，最临近的地块是撒丁岛。
与巴斯泰利卡恰接壤的市镇（或旧市镇、城区）包括：库托利-科尔蒂基亚托、阿雅克肖、科罗、格罗塞托-普鲁尼亚、奥卡纳、萨罗拉-卡尔科皮诺。

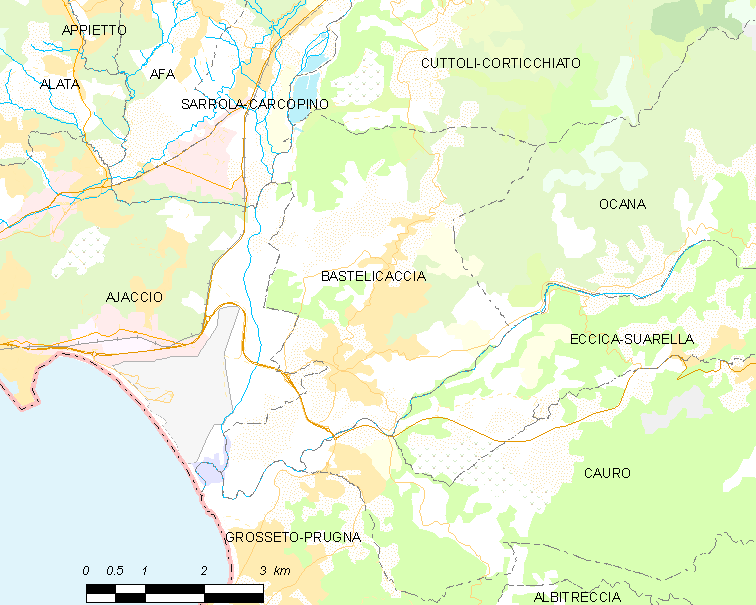
巴斯泰利卡恰的OSM定位图

巴斯泰利卡恰的时区为UTC+01:00、UTC+02:00（夏令时）。

## 行政
巴斯泰利卡恰的邮政编码为20129，INSEE市镇编码为2A032。

## 政治
巴斯泰利卡恰所属的省级选区为阿雅克肖第五县。

## 人口

1962-2008年间巴斯泰利卡恰人口变化图示

巴斯泰利卡恰于2022年1月1日时的人口数量为4258人。